# Amastra micans
Amastra micans é uma espécie de gastrópode da família Amastridae.
É endémica dos Estados Unidos da América.